# Zwolle vasútállomás
Zwolle vasútállomás vasútállomás Hollandiában, Zwolle városában.

## Vasútvonalak
Az állomást az alábbi vasútvonalak érintik:
- Arnhem–Leeuwarden-vasútvonal
- Utrecht–Kampen-vasútvonal
- Zwolle–Stadskanaal-vasútvonal
- Zwolle–Almelo-vasútvonal
- Lelystad–Zwolle-vasútvonal
- Zwolle–Kampen-vasútvonal

## Kapcsolódó állomások
A vasútállomáshoz az alábbi állomások vannak a legközelebb:
- Kampen Zuid vasútállomás (Lelystad Centrum vasútállomás, Lelystad–Zwolle-vasútvonal)
- Wezep vasútállomás (Utrecht Centraal, Utrecht–Kampen-vasútvonal)
- Meppel vasútállomás (Leeuwarden vasútállomás, Arnhem–Leeuwarden-vasútvonal)
- Dalfsen vasútállomás (Emmen vasútállomás, Zwolle–Stadskanaal-vasútvonal)
- Heino vasútállomás (Almelo vasútállomás, Zwolle–Almelo-vasútvonal)
- Wijhe vasútállomás (Arnhem vasútállomás, Arnhem–Leeuwarden-vasútvonal)
- Zwolle Stadshagen railway station (2019. június 2. – , Kampen vasútállomás, Utrecht–Kampen-vasútvonal, Zwolle–Kampen-vasútvonal)